# 佐藤信則
佐藤 信則（さとう のぶのり、明応4年（1495年） - 天正5年（1577年））は、戦国時代の美濃国の武将。子に佐藤堅忠。法名は道本。

## 生涯
初め斎藤道三および、その子の斎藤義龍に仕えた。
その後、佐藤忠能と共に織田信長の家臣となり、美濃国内の一揆を鎮圧した。
美濃国加茂郡伊深村(揖深村)に城を築き、多くの戦いに従軍し功を上げた。
隠居した佐藤忠能と交流し、加治田衆と一族（斎藤利治）の発展に尽くした。83歳没。
天正5年(1577年)に没し、子の佐藤堅忠が家督を嗣いだ。